# Yenikənd (Quba)
Yenikənd è un comune dell'Azerbaigian situato nel distretto di Quba. Conta una popolazione di 908 abitanti.